# 明攻山东之战
明攻山东之战，吳元年（1367年）十月至明太祖洪武元年（1368年）二月，徐达北伐明朝灭元朝之战中进行的第一次作战。
朱元璋灭亡张士诚后，再占浙东及福建，基本统一江南。乘元朝内乱，提出“驱逐胡虏，恢复中华”的口号，以山东为首要目标，北上伐元。元朝入主中原以后，在山东设东平路、东昌路（今聊城市）、济宁路、益都路、济南路、般阳路（今淄博市淄川区）。山东东西道宣慰使普颜不花坐镇益都（今山东省青州市），指挥各路军政。朱元璋决定夺取山东，先攻克益都。作战路线有二：其一由江北经沂州（今临沂）直取益都；另一路由徐州北攻济宁、济南，东取益都。征虏大将军徐达分析战场形势，朱元璋的临战指示，决定两路并进攻打益都。
朱元璋以徐达为征讨大将军，常遇春为副，率军二十五万，沿淮河、运河、黄河北上进取山东、河南。吴元年（1367年）十月二十四日，徐达到达淮安，次日派人招降元朝沂州守将义兵都元帅王宣、王信父子。十一月初四日，抵达下邳（今江苏睢宁西北），开始分兵两路：西路由都督同知张兴祖率领宣武等卫军从徐州（今江苏省徐州市）北上，攻取济宁、东平，消灭鲁西南之敌；东路由徐达和征虏副将军常春自率主力北攻益都。十一月十二日，王宣、王信父子降而复叛，徐达率部攻克沂州，杀死王宣，附近峄州（今山东枣庄市峄城区）、莒州（今山东莒县）、海州（今江苏连云港市西南）、沭阳、日照、赣榆等州县纷纷归降。十一月十八日，朱元璋遣使到沂州命令徐达扼守黄河要沖，若益都未下，应该进取济宁、济南。徐达即命平章韩政扼守黄河要冲曹州（今山东菏泽市）、单州（今山东单县），阻敌增援，大軍进攻益都。十一月二十九日，元朝益都守将普颜不花战死，益都城破。徐达乘胜攻下寿光、临淄、昌乐、高苑（今属山东高青）等县。
十二月初五日，西路张兴祖逼进东平，元朝平章马德弃城而逃，东阿、安山（今山东东平西）等地官吏归降，俘获士兵五万余人。十二月初八日，围攻济宁，守将陈秉直不战而逃，明朝攻下济宁。东路徐达军在十二月初七日，攻打济南，元朝平章忽林台、詹同、脱因帖木儿率军逃走，济南不战而下，俘虏官兵三千八百余人，429匹马。十二月二十二日至十二月二十六日，明军相继攻克登州（今山东蓬莱市）、莱阳。吴二年（1368年）正月初四，朱元璋在应天（今江苏南京）称帝，国号大明，建元洪武。二月，徐达、常遇春在济南会师，二月十二日，常遇春率军攻下东昌，茌平等县官吏降明。二月二十五日，徐达率军攻克乐安（今山东广饶县）。明军只用了三个月时间，基本平定山东。在山东，明军俘获士卒3.2万余人、16万余匹马、59.7万余石粮、5.37万余引盐、8.07万余匹布绢。